# Erich Sello

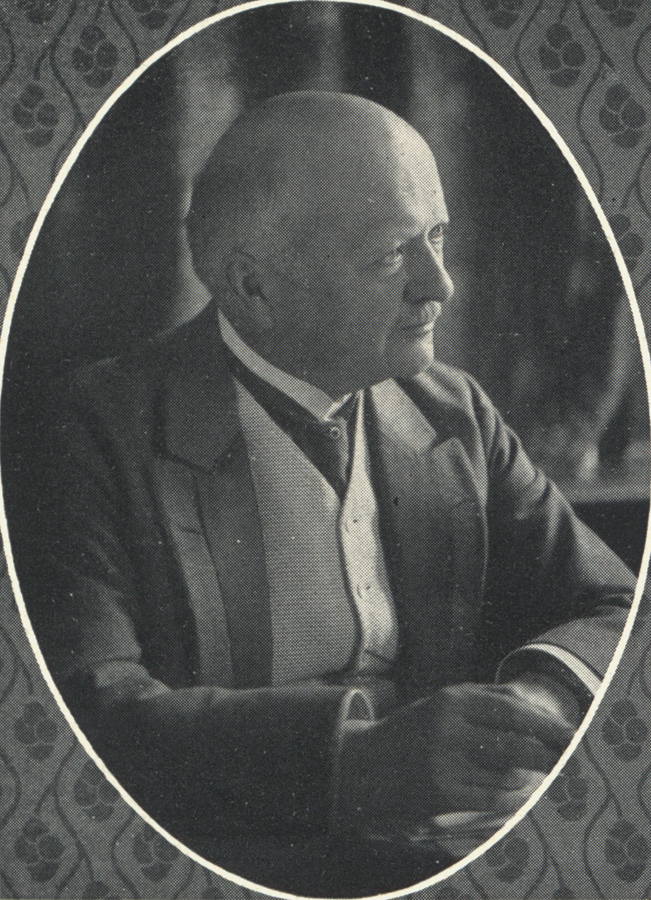
Erich Sello. Fotografie von Wilhelm Fechner

Erich Emil Ludwig Eduard Sello (* 29. Februar 1852 in Sanssouci, Potsdam; † 9. Dezember 1912 in Berlin-Wilmersdorf) war ein deutscher Jurist und Strafverteidiger.

## Leben
Erich Sello war ein Sohn des Hofgärtners Emil Sello. Die Familie verfügte am Hofe über eine herausgehobene Stellung und verkehrte auch privat mit dem Kronprinzen Friedrich Wilhelm (dem späteren Kaiser Friedrich III.) und dessen Gemahlin Victoria.
Er besuchte das Gymnasium in Potsdam und begann 1870 ein Studium der Geschichte und Philosophie an der Universität Jena. Während des Deutsch-Französischen Kriegs trat Sello als Einjährig-Freiwilliger in das Garde-Jäger-Bataillon ein und wurde später zum Garde-Schützen-Bataillon abgeordnet. Bei Kämpfen in der Nähe von Paris am 30. Oktober 1870 erwarb Sello das Eiserne Kreuz II. Klasse, das ihm vom preußischen Kronprinzen persönlich überreicht wurde. Im Dezember 1870 erlitt er eine schwere Verwundung am linken Oberarm, durch die er kriegsuntauglich wurde. Die beabsichtigte Militärlaufbahn kam für Sello daher nicht mehr in Frage. 1871 nahm er sein Studium in Jena wieder auf und wechselte am 8. Mai 1872 an die Berliner Universität, studierte dort Rechtswissenschaft und legte 1873 das Referendarexamen ab. Nach der Promotion folgten das Referendariat und 1878 die Assessorprüfung.

## Wirken als Jurist und Politiker
1879 wurde Sello Rechtsanwalt in Berlin, 1884 auch Notar und erhielt später den Titel Justizrat. Sello wurde als Rechtsanwalt für zahlreiche prominente Persönlichkeiten tätig. Unter anderem verteidigte er die Angeklagten im Neustettiner Synagogenbrandprozess 1883/84 und den Berliner Stadtkommandanten Kuno von Moltke 1907–1909 im Kontext der Harden-Eulenburg-Affäre gegen den Zeitungsverleger Harden. Mit Maximilian Harden war er später befreundet. Karl May bat Harden um Unterstützung in einem Privatklageverfahren gegen Rudolf Lebius; Harden wandte sich an Sello, der erfolgreich für May tätig wurde. 1910 verteidigte er die in der Allenstein-Affäre wegen Anstiftung zum Mord an ihrem Ehemann angeklagte Antonie von Schoenebeck.
Neben seiner anwaltlichen Tätigkeit saß Sello 1881 bis 1884 für die Liberale Vereinigung im Reichstag. Er vertrat als Abgeordneter den Reichstagswahlkreis Herzogtum Anhalt 1 (Dessau - Zerbst).
Er war auch ein Liebhaber alter Kunstwerke und Bücher. Seine Büchersammlung gehörte zu den bedeutendsten Berliner Privatbibliotheken. Außerdem verfasste er selbst Gedichte und andere Werke. Bekannt wurde er u. a. durch sein Werk Die Irrtümer der Strafjustiz und ihre Ursachen von 1911.
Er starb am 9. Dezember 1912 in seiner Wohnung in der Lietzenburger Straße 45 (heute Lietzenburger Straße 71) in Berlin-Wilmersdorf.

## Familie
Erich Sello heiratete im Jahre 1879 Lilli Remberg (1857–1944), die Tochter eines Geheimen Oberfinanzrats und vortragenden Rates an der Oberrechnungskammer. Aus der Ehe gingen drei Kinder hervor. Georg Sello war ein Bruder von Erich Sello.

## Werke
- Der Neustettiner Synagogenbrand. In: Das Tribunal. Zeitschrift für praktische Strafrechtspflege 1. 1885, S. 5–59. (Online.)
- Juristische Randbemerkungen zum Fall Kotze. In: Die Grenzboten. Zeitschrift für Politik und Literatur 55 (1896), H. 3, S. 13-28, 61-73.
- Zum Meineidsprozeß gegen Moritz Lewy in Konitz Westpr. Verteidigungsrede des Rechtsanwalts Hugo Sonnenfeld in Berlin, mit einem Vorwort des Justizrats Dr. Erich Sello in Berlin. (PDF; 3,6 MB) H. S. Hermann, Berlin 1901.
- Ein später Strauss. Gedichte. Schuster & Loeffler, Berlin 1904. (Darin: Auf der Anklagebank / Die Gardedragoner bei Mars-la-Tour.)
- Die Oldenburger Vorgänge. In: Deutsche Juristenzeitung, Jg. 10 (1905), S. 186–196.
- Die Hau-Prozesse und ihre Lehren. Auch ein Beitrag zur Strafprozeßreform. Marquardt & Co., Berlin 1908.
- Erntetag. Gedichte. Vita, Berlin-Charlottenburg 1910. (Darin: Der Sprung von der Brücke..)
- Zur Psychologie der cause célèbre. Ein Vortrag. F. Vahlen, Berlin 1910.
- Die Irrtümer der Strafjustiz und ihre Ursachen. Decker, Berlin 1911. (Leicht bearbeitete Neuauflage Hoffmann, Schifferstadt 2001, ISBN 3-929349-40-X. Inhaltsverzeichnis.)